# Walliser Alpen

De locatie van de Walliser/Pennische Alpen

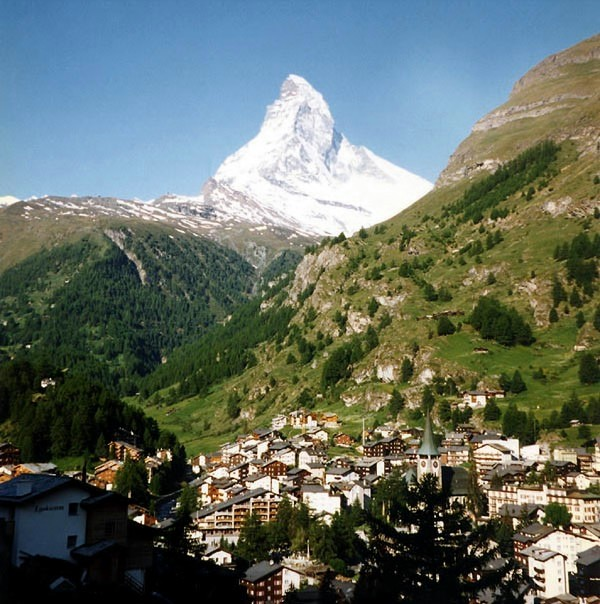
De Matterhorn, de bekendste berg van de Walliser Alpen

De Walliser Alpen in Zwitserland en Italië, of de Penninische Alpen (of Pennische Alpen), zijn de bergen op het westelijk deel van de grens tussen beide landen, meer bepaald tussen het Rhônedal in Wallis, in Zwitserland, en de Valle d'Aosta in Italië. De naam Walliser Alpen zou verkeerdelijk doen vermoeden dat de bergen enkel in Wallis (Zwitserland) liggen. De Walliser Alpen vormen het meest westelijke deel van de Centrale Alpen. De grens met de Grajische Alpen (deel van de Westelijke Alpen), bevindt zich bij de Petit Col Ferret. De relatief hoge Grote Sint-Bernhardpas (2469 m) is de enige verbinding voor autoverkeer die over de Walliser Alpen voert.
De Walliser Alpen worden soms gedefinieerd als de bergen tussen de Simplonpas (Weissmies) in het oosten en de Grote Sint-Bernhardpas (Grand Combin) in het westen. Meer courant wordt de westelijke grens nog iets westelijker gelegd, bij de Petit Col Ferret, zodat ook de Grand Golliat tot de Penninische Alpen wordt gerekend.
In de Walliser Alpen liggen een groot aantal van de hoogste toppen in de Alpen. Het landschap wordt gekenmerkt door hooggebergte. Op de hellingen van veel van de hoogste bergen in het gebied liggen gletsjers. Een groot deel van de Walliser en de Penninische Alpen ligt boven de boomgrens. Dieren en planten zijn aan de grotere hoogte aangepast.
In de tijd van het Romeinse Rijk kwam het gebied overeen met de provincie Alpes Poeninae.

## Economie
Van oudsher was de bevolking afhankelijk van de veeteelt, vooral van de rundveehouderij. Het vee, de koeien overwinterden in het dal en moesten aan het begin van de zomer omhoog naar de alpenweiden. Het toerisme is voor de bevolking een belangrijke bron van inkomsten. Sinds de opkomst van het skiën zijn in het gebied verschillende grote wintersportgebieden opgezet, belangrijk voor het toerisme.
Om elektriciteit op te wekken liggen er in het gebied verschillende stuwmeren.

## Geografie
De dalen aan de Zwitserse kant van de Walliser Alpen zijn zijdalen van het Rhônedal. De Rhône stroomt in dit deel van Zwitserland van oost naar west. De zijdalen van de Rhône liggen globaal van zuid naar noord, waar zij in het Rhônedal uitkomen. Aan de Italiaanse kant lopen de zijdalen niet allemaal van noord naar zuid.
De Walliser Alpen vormen met het Mont Blancmassief en het Berner Oberland de drie grootste bergmassieven in de Alpen. De Walliser Alpen en het Berner Oberland liggen aan weerszijden van het Rhônedal, de Walliser Alpen ten zuiden en het Berner Oberland ten noorden van het Rhônedal, het Berner Oberland hoger stroomop naar het oosten dan de Walliser Alpen. In het westen gaan de Walliser Alpen over in het Mont Blancmassief met de Grote Sint-Bernhardpas ertussen.
Aan Zwitserse kant van oost naar west liggen de volgende bergen en dalen, aangegeven staat de hoogste berg in het gebied:
- de bergen om de Weissmies - 4023 m
- het Saastal
- de Mischabelgroep - 4545 m
- het Mattertal
- de Monte Rosa, de hoogste berg van Zwitserland - 4634 m
- de Matterhorn - 4478 m
- de bergen tussen de Dent Blanche en de Weisshorn - 4505 m
- het Turtmanntal dat gaat tot de Weisshorn
- de Val d'Anniviers, uitlopend op de Dent Blanche
- de Val d'Hérens en de Val d' Hérémence met aan het einde de Mont Blanc de Cheilon - 3870 m
- Verbier met de bergen in het wintersportgebied om Verbier
- de Val de Bagnes
- het massief van de Grand Combin - 4314 m
- de Val d'Entremont naar de Grote Sint-Bernhardpas
- de Val Ferret, het Zwitserse deel, zijdal van de Val d'Entremont

In Italië liggen geen grote massieven ten noorden van het dal van Aosta. Hoge toppen als de Matterhorn en de Monte Rosa liggen wel op de grens, maar langs de Italiaanse zijde liggen de dalen dieper met plotsere en steilere hellingen.
- het Valle Antrona
- het Valle Anzasca ten oosten van de Monte Rosa
- het Valsesia, het Val di Gressoney en het Val d'Ayas ten zuiden van de Monte Rosa
- het Valtournenche met de Matterhorn, of Italiaans: Monte Cervino, aan het eind
- de Valpelline dat onder de Grand Combin en Dent Blanche loopt
- het Valle del Gran San Bernardo naar de Grote Sint Bernardpas
- de Val Ferret, het Italiaanse deel

## Talen
In Zwitserland gaat de taalgrens tussen het Duits en het Frans door het gebied. In het Mattertal en het Turtmanntal wordt Duits gesproken, in de Val d'Anniviers en daar ten westen van Frans. In Italië wordt Italiaans gesproken, in het westelijk deel in Italië ook Frans.

## In de Mischabelgroep

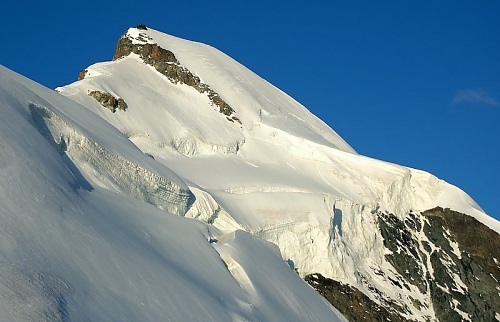
Allalinhorn
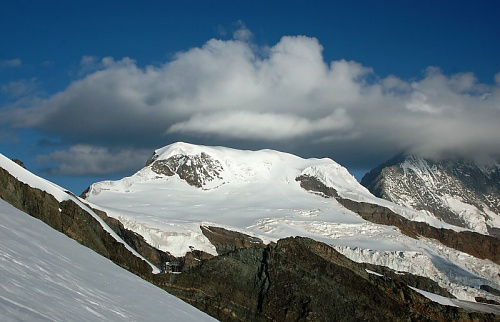
Alphubel
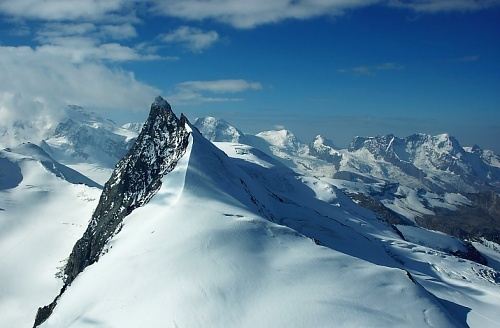
Rimpfischhorn
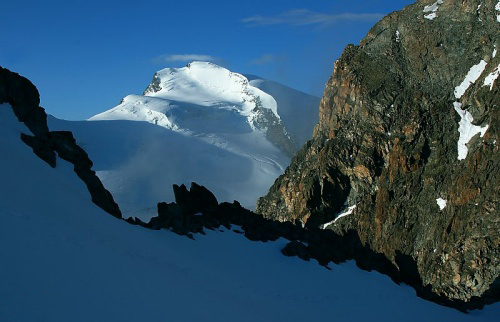
Strahlhorn